# Riga Open 2014 (Badminton)
Die Riga Open 2014 im Badminton fanden vom 25. bis zum 26. Januar 2014 in Riga statt.

## Sieger und Platzierte
| Disziplin    | Gold                             | Silber                                 | Bronze                            |
| ------------ | -------------------------------- | -------------------------------------- | --------------------------------- |
| Herreneinzel | Povilas Bartušis                 | Alan Plavin                            | Edgaras Slušnys                   |
| Dameneinzel  | Kristīne Šefere                  | Jekaterina Romanova                    | Kati-Kreet Marran                 |
| Herrendoppel | Alan Plavin Povilas Bartušis     | Edijs Līviņš Toms Preinbergs           | Edgaras Slušnys Ignas Reznikas    |
| Damendoppel  | Kati-Kreet Marran Helina Rüütel  | Vytautė Fomkinaitė Jekaterina Romanova | Kristīne Šefere Aļesja Hodakovska |
| Mixed        | Kristjan Kaljurand Laura Tomband | Mikk Järveoja Helina Rüütel            | Kārlis Vidass Jekaterina Romanova |